# جيبة عجانية سطحية
الجيبة العجانية السطحية (بالإنجليزية: Superficial perineal pouch)‏ هي الحيز التشريحي الموجود في العجان.

## المحتويات
تحتوي الجيبة العجانية السطحية على:
- عضلات
  - عضلة إسكية كهفية
  - عضلة بصلية إسفنجية
  - عضلة عجانية مستعرضة سطحية
- الأجسام الناصبة
  - الجسم المتكهف (للقضيب وللبظر)
  - الجسم الإسفنجي (للقضيب)
- أوعية دموية
  - شريان صفني خلفي (ذكر)/شريان شفري خلفي (أنثى)
  - الشريان للبصلة (ذكر)/الدهليزي (أنثى)
  - شريان إحليلي
- أعصاب
  - عصب صفني خلفي (ذكر)/عصب شفري خلفي (أنثى)
- أخرى
  - ساق القضيب (ذكر) / ساق بظر (أنثى)
  - بصلة القضيب (ذكر) / بصلة الدهليز (أنثى)
  - غدة بارتولين (أنثى)

## روابط خارجية
- صور تشريحية:41:09-0100 في مركز داونستيت الطبي التابع لجامعة نيويورك - "The Female Perineum: The Superficial Perineal Pouch"
- درسٌ تشريحي حول perineum مُعدٌ بواسطة ويسلي نورمان (جامعة جورجتاون).